# Pervan Gornji
Pervan Gornji (cyr. Перван Горњи) – wieś w Bośni i Hercegowinie, w Republice Serbskiej, w mieście Banja Luka. W 2013 roku liczyła 185 mieszkańców.